# Ben Metir
Die Talsperre Ben Metir (auch Beni Metir oder Beni M'tir, arabisch بني مطير, DMG Binī Mṭīr) steht im Nordwesten Tunesiens (Gouvernement Jendouba).

## Beschreibung
Der gleichnamige Stausee hat eine Fläche von etwa 3,5 km² und wird von einer etwa 78 Meter hohen Staumauer aufgestaut. Er dient der Energie- und Trinkwasserversorgung der Stadt Tunis sowie der Bewässerung.
Die Hochwasserentlastung hat eine Leistungsfähigkeit von 610 m³/s und die beiden Ablässe zusätzlich 380 m³/s.
Die jährliche Stromproduktion des Wasserkraftwerks beträgt ca. 17 Millionen Kilowattstunden.

## Absperrbauwerk
Das Absperrbauwerk besteht aus drei Teilen: Der zentrale Teil ist eine Gewichtsstaumauer mit 20 Stützpfeilern, so dass die Mauer wie eine Pfeilerstaumauer aussieht, der rechte Flügel ist eine reine Gewichtsstaumauer und der linke Flügel ist ein Staudamm aus Felsgesteinsschüttung. Das Bauwerk wurde von dem Schweizer Ingenieur Alfred Stucky konstruiert. Es ist die höchste Talsperre Tunesiens.